# Fibrilace
Fibrilace (latinsky fibrilatio) označuje chvění srdečních komor. Slovo fibrilla s významem nitka, vlákenko, jemné vlákno pochází z nové latiny, též fibrulus. Jde o zdrobnělinu latinského slova fiber (nit, vlákno) ve spojitosti se srdečními svalovými vlákny.
Fibrilace síní (srdeční arytmie) označuje rychlé a nekoordinované stahovaní svalových snopců srdečního svalu pouze části srdce. Při fibrilaci komor dochází k nekooridovaným stahům celého srdečního svalu. Srdce přestává pumpovat krev a pacient je v okamžitém ohrožení života.